# Jean-Manuel Sousa
Jean-Manuel Sousa, né le 16 juillet 1965 à Ovar, au Portugal, est un entraîneur français de basket-ball.

## Biographie
Jean-Manuel Sousa est issu du centre de formation du Limoges CSP avec lequel il fait ses débuts avec une équipe professionnelle lors de la saison 1983-1984. Il joue par la suite à Saint-Brieuc (2 saisons), Reims (3 saisons) et Golbey-Épinal (1 saison) avant de rejoindre Le Havre alors en Nationale 2 (actuelle Nationale 1) en 1990. Meneur titulaire, il permet aux siens d'accéder à la Pro B en 1993 puis à la Pro A en 2001 en remportant les play-offs.
Il raccroche le maillot à la suite de l'accession au plus haut niveau national et continue avec Le Havre en tant qu'entraîneur des Espoirs avec lesquels il remporte par deux fois le championnat en 2007 et 2008 avec sous ses ordres des joueurs tels que Ian Mahinmi, Pape Sy ou encore Fabien Causeur. Il assiste aussi l'entraîneur de l'équipe Pro Christian Monschau dont il prend la suite en 2008 lorsque celui rejoint Gravelines-Dunkerque. Lors de ses quatre années à la tête de l'équipe, et malgré l'un des budgets les plus faibles, il réussit à maintenir Le Havre dans l'élite du basket français.
Le 27 juin 2012, il signe un contrat de deux ans avec le Cholet Basket où il retrouve un de ses anciens joueurs Romain Duport,. Sousa est démis de sa fonction d'entraîneur de Cholet le 27 décembre 2013 à la suite de sept défaites consécutives en Pro A et remplacé peu après par Laurent Buffard. Après une saison à la tête de Saint-Quentin en Pro B, il retourne au Havre alors tout juste relégué en deuxième division.

## Palmarès et distinctions
- Champion de France Espoir : 2007, 2008 (en tant qu'entraîneur)